# SV Heimstetten
El SV Heimstetten es un equipo de fútbol de Alemania que juega en la Bayernliga, una de las ligas que conforman la quinta división de fútbol en el país.

## Historia
Fue fundado en el año 1967 en la ciudad de Kirchheim, en el distrito de Múnich y cuenta con secciones en baloncesto, gimnasia, judo, tenis de mesa, tenis y voleibol.
El equipo estuvo en las divisiones más bajas del fútbol alemán hasta 1993, año en que consiguieron el ascenso a la Bezirksliga y en 1998 a la Bezirksoberliga.
En el año 2010 se mudaron a la Bayernliga y al año siguiente consiguieron el ascenso a la Regionalliga Bayern por la vía de los Playoff.
El equipo está afiliado a la 'Deutschland Fußball Canadian Academy, en Heimstetten. El portero del equipo reserva Ngemba Evans Obi fue convocado para jugar con Nigeria en el 2008.

## Palmarés
- Bayernliga: 1

2018
- Landesliga Bayern-Süd: 2 (V)

2006, 2010
- Bezirksliga Oberbayern-Ost: 1 (VI)

1998

## Temporadas recientes
Estos son los resultados de las temporadas desde 1999:
| Temporada | Liga                       | División | Posición |
| 1999–2000 | Bezirksoberliga Oberbayern | VI       | 9º       |
| 2000–01   | Bezirksoberliga Oberbayern | VI       | 6º       |
| 2001–02   | Bezirksoberliga Oberbayern | VI       | 4º       |
| 2002–03   | Bezirksoberliga Oberbayern | VI       | 2º ↑     |
| 2003–04   | Landesliga Bayern-Süd      | V        | 7º       |
| 2004–05   | Landesliga Bayern-Süd      | V        | 4º       |
| 2005–06   | Landesliga Bayern-Süd      | V        | 1º ↑     |
| 2006–07   | Bayernliga                 | IV       | 10º      |
| 2007–08   | Bayernliga                 | IV       | 17º ↓    |
| 2008–09   | Landesliga Bayern-Süd      | VI       | 10º      |
| 2009–10   | Landesliga Bayern-Süd      | VI       | 1º ↑     |
| 2010-11   | Bayernliga                 | V        | 14º      |
| 2011–12   | Bayernliga                 | V        | 15º ↑    |
| 2012–13   | Regionalliga Bayern        | IV       | 5º       |
| 2013–14   | Regionalliga Bayern        | IV       |          |

- Con la introducción de las Bezirksoberligas en 1988 como el nuevo quinto nivel, por debajo de las Landesligas, todas las ligas que estaban debajo de ellas bajaron un nivel. Con la introducción de las Regionalligas en 1994 y la 3. Liga en 2008 como el nuevo tercer nivel, por dabajo de la 2. Bundesliga, las ligas que estaban por debajo de ésta bajaron un nivel. Con la creación de la Regionalliga Bayern como el nuevo cuarto nivel de Baviera en 2012, la Bayernliga se dividió en divisiones norte y sur, las Landesligas se expandieron de 3 a 5 y las Bezirksoberligas desaparecieron. Todas las ligas que estaban por debajo de las Bezirksligas subieron un nivel.

## Jugadores

### Jugadores destacados
- Maximilian Riedmüller